# منى الصلح
منى رياض الصلح (1938 - 4 يناير 2025) أميرة سعودية من أصل لبناني، كانت زوجة الأمير طلال بن عبد العزيز آل سعود، وأم الأمراء الوليد وخالد وريما.

## حياتها
وُلدت منى الصلح في بيروت سنة 1938م. وهي ابنة رياض الصلح أول رئيس وزراء للبنان بعد الاستقلال، ووالدتها فايزة الجابري، ولها أربع شقيقات؛ هنّ علياء ولمياء وبهيجة وليلى.
```
تزوجت من الأمير طلال بن عبد العزيز آل سعود سنة 
1954م
، وأنجبت منه ثلاثة أبناء، وهم الأمير الوليد والأمير خالد والأميرة ريما.
[
4
]
```

## وفاتها
توفيت يوم السبت 4 رجب 1446هـ الموافق 4 يناير 2025م، وصُلي عليها بعد صلاة العصر اليوم التالي في جامع الإمام تركي بن عبد الله بالرياض.